# Туе Б'єрн Томсен
Туе Б'єрн Томсен (дан. Tue Bjørn Thomsen; 21 грудня 1972 — 23 квітня 2006) — данський професійний боксер, призер чемпіонату світу серед аматорів.

## Аматорська кар'єра
На чемпіонаті світу 1997 завоював бронзову медаль.
- В 1/16 фіналу переміг Есміра Кукіча (Боснія) — RSC 4
- В 1/8 фіналу переміг Володимира Лазебніка (Україна) — 6-4
- У чвертьфіналі переміг Войцеха Бартніка (Польща) — 3(+)-3
- У півфіналі програв Феліксу Савону (Куба) — RSC 3

## Професіональна кар'єра
Виступав на професійному рингу впродовж 1997—2002 років і завершив виступи з рекордом 22–1-1 (9 КО).
31 березня 2000 року виграв за очками у колишнього чемпіона WBA у першій важкій вазі Нейта Міллера та завоював вакантний малозначимий титул чемпіона світу Міжнародної боксерської ради (IBC).

## Смерть
Томсен був зарізаний біля бару у центрі Копенгагена 23 квітня 2006 року.